# Carlo d'Ippolito
Il marchese Carlo Antonio d'Ippolito (Nicastro, 15 agosto 1860 – Nicastro, 4 luglio 1938) è stato un politico e avvocato italiano.

## Biografia
Figlio di una nobile ed antichissima famiglia, il Marchese Carlo Antonio d'Ippolito di Sant'Ippolito, ricoprì la figura di sindaco a Nicastro. Fu inoltre consigliere provinciale, deputato al parlamento durante la XIX e la XX legislatura, e uno dei fondatori del Partito Popolare a Nicastro.